# وايمان تيسدال
وايمان لورانس تيسدال (بالإنجليزية: Wayman Tisdale)‏ (9 يونيو 1964 - 15 مايو 2009) كرة سلة أمريكي محترف يلعب في دوري الرابطة الوطنية لكرة السلة من 1985 - 1997 كما كان ضمن الفريق الوطني الأمريكي الفائز بالميدالية الذهبية الألعاب الأولمبية في لوس أنجلوس عام 1984.

## البداية
ولد بتاريخ 9 يونيو 1964 في مدينة فورث وورث بولاية تكساس في موسم 1985 عندما كان في كلية أوكلاهوما أختير من قبل فريق إنديانا بايسرز ولعب أربع مواسم في موسم 1989 انتقل إلى سكرامنتو كينغز وبقي إلى موسم 1994

## الاعتزال
بعد انتقاله من سكرامنتو كينغز إلى فينيكس صنز موسم 1994 لعب إلى موسم 1997 واعتزل اللعب

## مرضه
في مارس 2007 خضع لعلاج لمرض السرطان في ركبته الساركوما العظمية، الذي تم اكتشافه بعد أن سقطت على الدرج في منزله يوم 8 فبراير 2007، وكسرت ساقه. [11] وفي مايو أعلن تيسدال على موقعه على الإنترنت انه يتعافى من الإجراءات لإزالة كيس دهني، والمتوقع أن يتعافى بنسبة 100 ٪، في أغسطس 2008 كان جزأ من ساقه اليمنى بترت بسبب سرطان العظم وأعلن بعدها في موقعه على الإنترنت أن إزالة جزء من الساق سيكون أفضل وسيلة للتأكد من أن السرطان لن يعود.

## وفاته
توفي في 15 مايو 2009 في سان جون في المركز الطبي في تولسا بعد معاناه مع سرطان العظم

## روابط خارجية
- وايمان تيسدال على موقع IMDb (الإنجليزية)
- وايمان تيسدال على موقع ميوزك برينز (الإنجليزية)
- وايمان تيسدال على موقع ديسكوغز (الإنجليزية)
- وايمان تيسدال على موقع الاتحاد الدولي لكرة السلة (الإنجليزية)
- وايمان تيسدال على موقع إن بي أي (الإنجليزية)
- وايمان تيسدال على موقع سبورتس رفرنس (الإنجليزية)
- وايمان تيسدال على موقع كلية كرة السلة في سبورتس رفرنس.كوم (الإنجليزية)
- وايمان تيسدال على موقع ريلجم (الإنجليزية)
- وايمان تيسدال على موقع بروبوليرز (الإنجليزية)
- وايمان تيسدال على موقع قاعة المشاهير الجامعة الوطنية لكرة السلة (الإنجليزية)
- وايمان تيسدال على موقع سبورتس رفرنس (الإنجليزية)
- وايمان تيسدال على موقع أوليمبيديا (الإنجليزية)